# Adolf Käch
Adolf Käch (* 28. Mai 1904 in Nebikon; † 14. Oktober 1992 in Luzern, katholisch, heimatberechtigt in Wolhusen, Nebikon und seit 1951 in Luzern) war ein Schweizer Politiker (FDP).

## Biografie
Adolf Käch wurde am 28. Mai 1904 als Sohn des Waisenvogts in Nebikon Otto Käch und der Maria Josefa geborene Hodel in  Nebikon geboren. In den Jahren 1924 bis 1927 belegte Käch das Studium der Agronomie an der Eidgenössischen Technischen Hochschule Zürich, das er 1927 mit dem Erwerb des Akademischen Grades Dipl. Ing. Agr. abschloss.
In der Folge war er von 1939 bis 1949 als Landwirtschaftssekretär im Luzerner Staatswirtschaftsdepartement angestellt. Zur Zeit des Zweiten Weltkriegs fungierte Adolf Käch als Leiter des kantonalen Anbauwerks. Ferner präsidierte er zwischen 1958 und 1963 die Konferenz der Landwirtschaftsdirektoren.
Adolf Käch, Mitglied der Zofingia, der mit Hedwig geborene Stocker, verheiratet war, verstarb am 14. Oktober 1992 im Alter von 88 Jahren in Luzern.

## Politische Laufbahn
Der liberale Politiker Käch gehörte zunächst zwischen 1943 und 1949 dem Grossen Stadtrat in Luzern an. Im Anschluss stand er von 1950 bis 1969 im Luzerner Regierungsrat dem Staatswirtschaftsdepartement vor. Darüber hinaus präsidierte er von 1951 bis 1955 die liberale Partei des Kantons Luzern.
Während Kächs Amtszeit wurden wichtige neue Gesetze im Bereich Bodenverbesserungen, Jagd und Vogelschutz, Tierzuchtförderung, Gewässerschutz und Forstwesen in Kraft gesetzt.

## Weblink
- Roman Bussmann: Käch, Adolf. In: Historisches Lexikon der Schweiz.

## Einzelnachweis
1. ↑  Eduard Baumann: Adolf Käch nahm Abschied. In: Luzerner Tagblatt. Nr. 156, 9. Juli 1969, S. 13 (Online auf ZentralGut.ch).

| Personendaten    | Personendaten             |
| ---------------- | ------------------------- |
| NAME             | Käch, Adolf               |
| KURZBESCHREIBUNG | Schweizer Politiker (FDP) |
| GEBURTSDATUM     | 28. Mai 1904              |
| GEBURTSORT       | Nebikon                   |
| STERBEDATUM      | 14. Oktober 1992          |
| STERBEORT        | Luzern                    |